# Bryoptera larentiata
Bryoptera larentiata là một loài bướm đêm trong họ Geometridae.